# استیون استرنج (دنیای سینمایی مارول)
استیون استرنج دنیای ۶۱۶ (انگلیسی: Stephen Strange) که با نام آکادمیک دکتر استرنج نیز شناخته می‌شود، شخصیتی تخیلی در فرچایز فیلمی دنیای سینمایی مارول است، که بر پایهٔ شخصیت به همین نام از مارول کامیکس ساخته شده‌است. او برای نخستین بار به عنوان شخصیت اصلی در دکتر استرنج (۲۰۱۶) ظاهر شد. او در این فیلم یک جراح مبتکر اما مغرور بود که پس از تصادف با اتومبیل جادو را کشف می‌کند و استاد هنرهای عرفانی می‌شود و با استفاده از قدرت‌های جدید خود برای محافظت از زمین در برابر تهدیدهای جادویی و فرازمینی می‌ایستد.
این شخصیت همچنین در ثور: رگناروک (۲۰۱۷) نقش کوتاهی داشت و در انتقام‌جویان: جنگ ابدیت (۲۰۱۸) و دنباله‌اش انتقام‌جویان: پایان بازی (۲۰۱۹) در میان نقش‌های اصلی قرار می‌گیرد. او همچنین در چه می‌شود اگر… ؟ به عنوان مهمان حضور دارد. استرنج در نقش مکمل مرد عنکبوتی: راهی به خانه نیست (۲۰۲۱) و نقش اصلی دکتر استرنج در چندجهانی دیوانگی (۲۰۲۲) باز گشت. نقش او را در همه حضورهایش بندیکت کامبربچ ایفا می‌کند که برای نقش‌آفرینی‌اش مورد تحسین منتقدان قرار گرفت و نامزد چندین جایزه شد.